# Naga broń (seria)
Naga broń (oryg.: The Naked Gun) – seria czterech amerykańskich filmów komediowych, parodiujących filmy i seriale policyjne z lat 70. i 80. XX wieku: Naga broń: Z akt Wydziału Specjalnego, Naga broń 2½: Kto obroni prezydenta? i Naga broń 33⅓: Ostateczna zniewaga. Głównym bohaterem całego cyklu filmowego jest porucznik Frank Drebin odgrywany przez Lesliego Nielsena, a ponadto w rolach głównych wystąpili Priscilla Presley, George Kennedy oraz O.J. Simpson. Kolejna część z Liamem Neesonem pojawiła się w kinach w 2025..
Prequelem cyklu filmowego był serial telewizyjny Police Squad! z 1982 stworzony przez ZAZ czyli Jima Abrahamsa oraz Davida i Jerry’ego Zuckerów.
W 2013 planowano stworzyć remake pierwszej części, ale film nie został ostatecznie wyprodukowany.
W 2025 powstał kolejny film z serii. W rolę Franka Drebina Jr. wcieli się Liam Neeson. Obok Liama w filmie pojawiła się także Pamela Anderson. Polska premiera filmu odbyła się 1 sierpnia.

## Seria filmów
Na serię składają się następujące filmy:
- Naga broń: Z akt Wydziału Specjalnego (The Naked Gun: From the Files of Police Squad!) – 1988, reżyseria: David Zucker, scenariusz: Jerry Zucker, Jim Abrahams, David Zucker
- Naga broń 2½: Kto obroni prezydenta? – 1991, reżyseria: David Zucker, scenariusz: Jerry Zucker, Jim Abrahams, David Zucker, Pat Proft
- Naga broń 33⅓: Ostateczna zniewaga – 1994, reżyseria: Peter Segal, scenariusz: David Zucker, Pat Proft, Robert LoCash

## Fabuła
Filmy zrealizowane w formie pastiszu typowych filmów policyjnych opowiadają o przygodach fajtłapowatego porucznika Franka Drebina, który dzięki przypadkowi, szczęściu i niezwykłym pomysłom wychodzi z najgorszych nawet opresji, przy okazji rozwiązując sprawy kryminalne i ratując niewinne tłumy i możnych tego świata. Głównego bohatera wspiera kreowany przez O.J. Simpsona, ciemnoskóry kumpel – detektyw Nordberg oraz ich szef Ed Hocken (w tej roli George Kennedy). Priscilla Presley wciela się w postać Jane Spencer, początkowo asystentki głównego przeciwnika Drebina – Vincenta Ludwiga (Naga broń), następnie narzeczonej kolejnego – Quentina Hapsburga (Naga broń 2½), ostatecznie żony Franka Drebina (Naga broń 33⅓).

## Obsada

### Powracające role
| Aktor             |      | Rola                   | Police Squad! | Naga broń | Naga broń 2½ | Naga broń 33⅓ |
| ----------------- | ---- | ---------------------- | ------------- | --------- | ------------ | ------------- |
| Leslie Nielsen    | jako | porucznik Frank Drebin | T             | T         | T            | T             |
| Priscilla Presley | jako | Jane Spencer           | N             | T         | T            | T             |
| George Kennedy    | jako | kapitan Ed Hocken      | T             | T         | T            | T             |
| O.J. Simpson      | jako | detektyw Nordberg      | N             | T         | T            | T             |
| Ed Williams       | jako | Ted Olsen              | T             | T         | T            | T             |
| Weird Al Yankovic | jako | on sam                 | N             | T         | T            | T             |

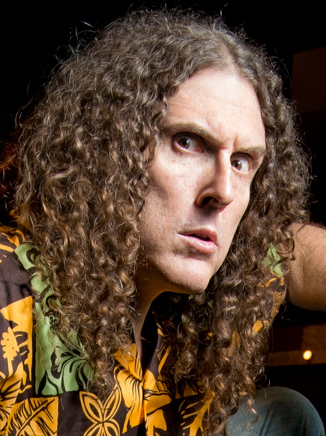
Weird Al Yankovic (2020)
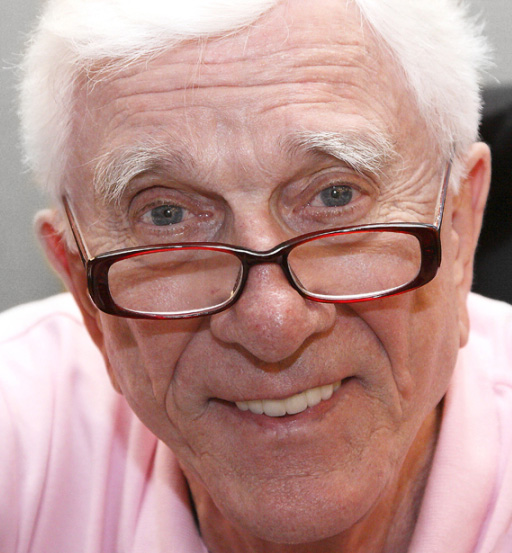
Leslie Nielsen (2008)
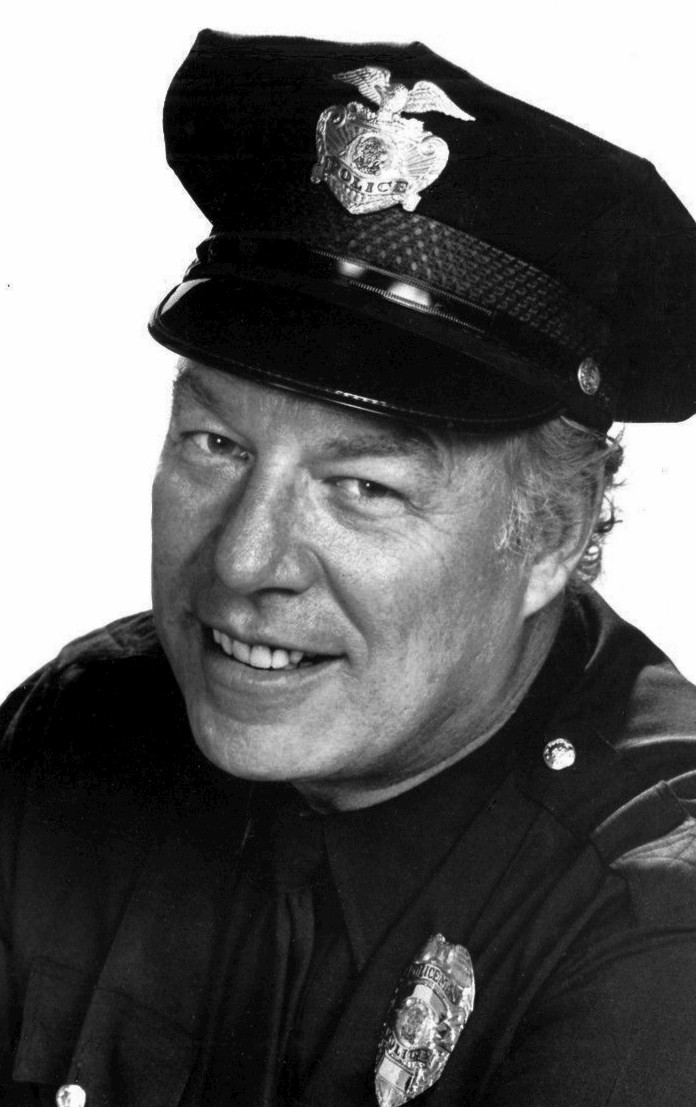
George Kennedy (1975)
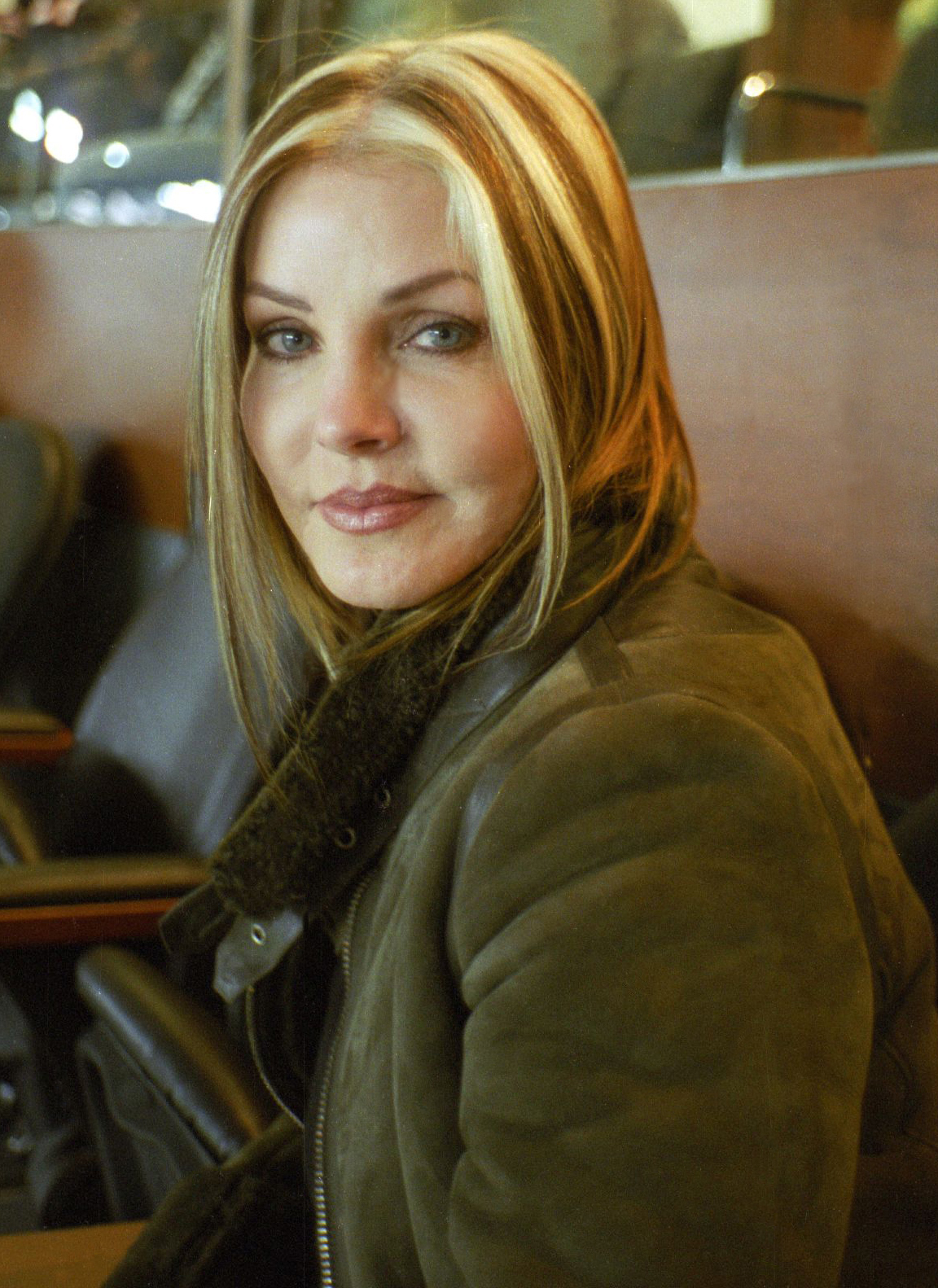
Priscilla Presley (2003)
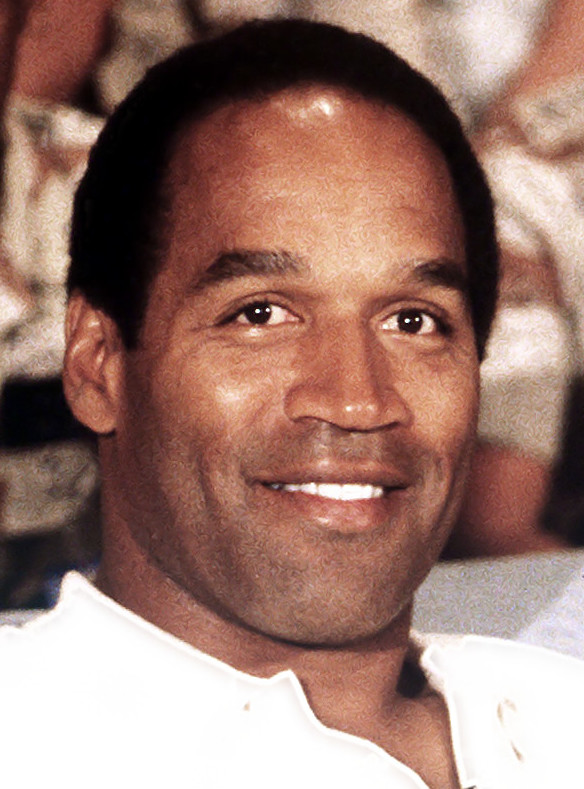
O.J. Simpson (1990)
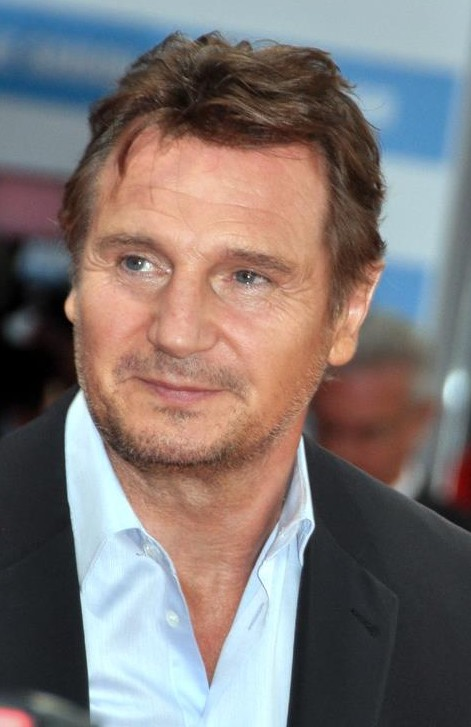
Liam Neeson (2012)
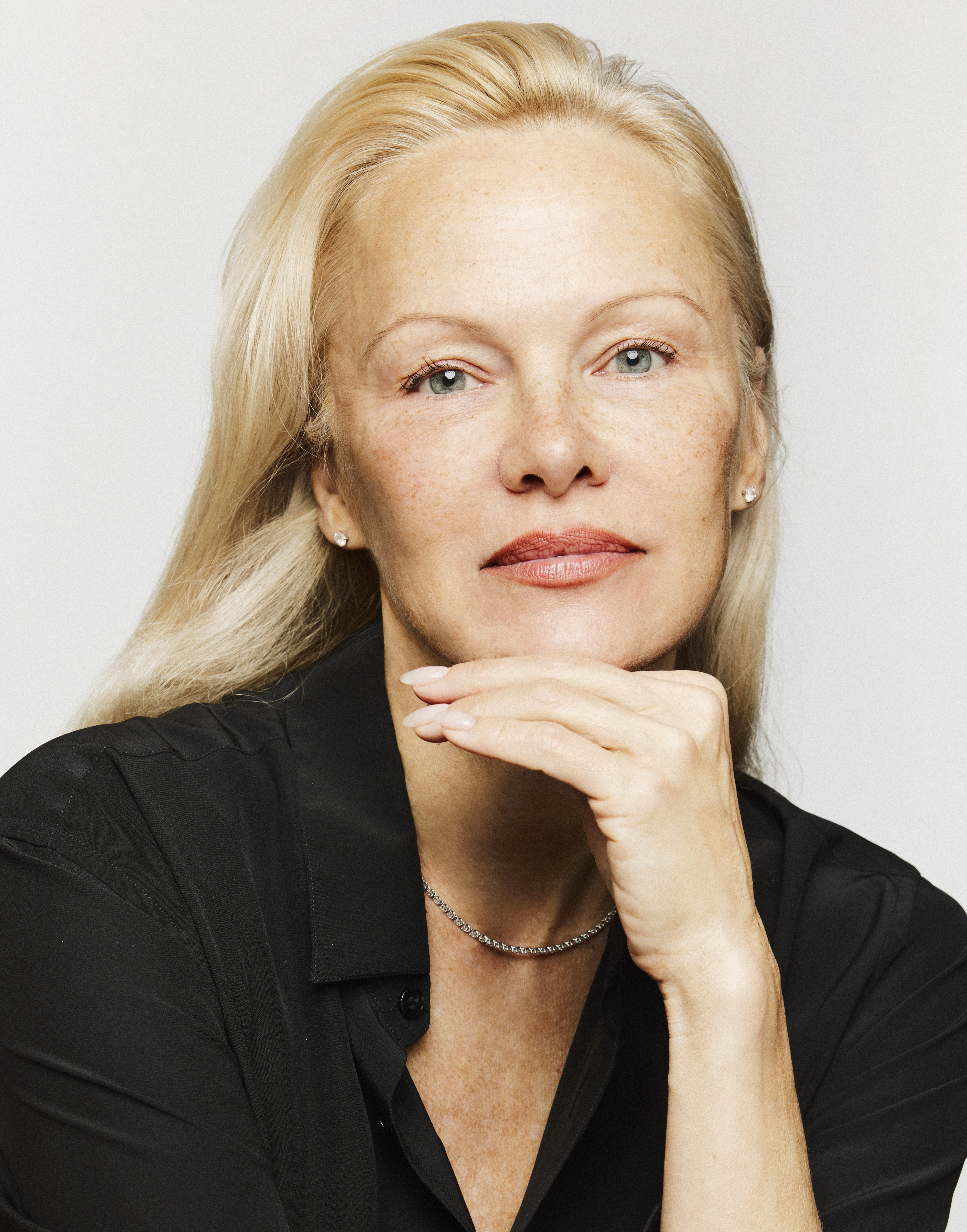
Pamela Anderson (2024)

### Pozostałe role
- Ricardo Montalbán jako Vincent Ludwig
- Nancy Marchand jako burmistrz
- David Katz jako Jasir Arafat
- Robert LuJane jako Muammar Kaddafi
- Prince Hughes jako Idi Amin
- David Lloyd Austin jako Michaił Gorbaczow
- Robert Goulet jako Quentin Hapsburg
- Richard Griffiths jako dr Meinheimer  / Earl Hacker
- John Roarke jako George H.W. Bush
- Margery Ross jako Barbara Bush
- Zsa Zsa Gabor jako ona sama
- Fred Ward jako Rocco
- Anna Nicole Smith jako Tanya
- Kathleen Freeman jako Muriel
- Wylie Small jako adwokat

## Box office
- Naga broń – zarobiła 78,7 mln dolarów[5]
- Naga broń 2½ – zarobiła 86,9 mln dolarów[6]
- Naga broń 33⅓ – zarobiła 51,1 mln dolarów[7]
- Naga broń (film 2025) – zarobiła 28,5 mln dolarów[8]